# Список операцій «Моссад»
Нижче наведено неповний перелік визнаних і невизнаних операцій, проведених ізраїльською розвідувальною службою Моссад, упорядкованих за хронологічним порядком.

## Список
- Захоплення промови Микити Хрущова (1956) — захоплення Моссадом копії промови Микити Хрущова, що засуджує Йосипа Сталіна. Моссад передав це в Сполучені Штати, які опублікували промову, поставивши в незручне становище СРСР.
- Операція «Гарібальді» (1960) — операція Моссаду в Буенос-Айресі з метою виявлення, ідентифікації, викрадення та подальшого переміщення до Ізраїлю високопоставленого нацистського втікача Адольфа Ейхмана .
- Вбивство Герберта Цукурса (23 лютого 1965) — операція Моссаду в Монтевідео, під час якої було вбито відомого латвійського військового злочинця-втікача Герберта Цукурса.
- Операція «Алмаз» (1963—1966) — таємна операція, яка почалася в середині 1963 року і завершилася 16 серпня 1966 року, коли найдосконаліший на той час російський військовий літак МіГ-21 був викрадений з Іраку та приземлився в повітрі. база в Ізраїлі.
- Гнів Божий (розпочато в 1972 році) — таємна операція, керована урядом Ізраїлю та Моссадом для вбивства осіб, які ймовірно були прямо чи опосередковано причетні до бійні в Мюнхені 1972 року. Їх цілями зазвичай були члени «Чорного вересня» та ООП. Більшість вбивств були здійснені підривами.

- Справа Ліллехаммера (21 липня 1973 р.) — помилкове вбивство арабського офіціанта в Ліллехаммері, Норвегія через те, що ізраїльські агенти прийняли свою жертву за Алі Хасана Саламе, керівника операцій «Чорного вересня». Більшу частину команди Моссаду було схоплено та суджено за вбивство, що завдало серйозного удару по репутації розвідувального агентства.

- Операція «Ентеббе» (4 липня 1976 р.) — збір розвідданих, що сприяло врятуванню 102 заручників.
- Вбивство Зухейра Мохсена (1979) — вбивство лідера ас-Саїки Зухейра Мохсена.
- Вбивство Ях'ї ель-Мешада (13 червня 1980) — операція Моссаду, проведена в Парижі, Франція, під час якої було вбито єгипетського вченого-атомника Яхʼю ель-Мешада, який брав участь у розробці іракського ядерного реактора.
- Операція «Опера», також відома як «Вавилон» (7 червня 1981 р.) — збір розвідданих про хід роботи іракського ядерного реактора Тувайта, який спричинив ізраїльський авіаудар по ньому.
- Операція «Мойсей» (листопад 1984 — січень 1985) — евакуація приблизно 8000 ефіопських євреїв до Ізраїлю.
- Викрадення Мордехая Вануну (1986) — операція Моссада з викрадення та повернення до Ізраїлю Мордехая Вануну, ізраїльського техніка-ядерника, який втік з Ізраїлю до Сполученого Королівства та розкрив ядерні секрети. Жінка-оперативник заманила Вануну до Риму, де агенти Моссаду підсадили його наркотиками та контрабандою переправили до Ізраїлю, де його судили та ув'язнили за державну зраду.
- Вбивство Джеральда Булла (22 березня 1990 р.) — застрелено канадського вченого Джеральда Булла, коли він працював над проєктом «Вавилонська супергармата» для Саддама Хусейна.
- Вбивство Атефа Бсейсо (8 червня 1992) — вбивство голови розвідки ООП Атефа Бсейсо.
- Вбивство Фатхі Шакакі (26 жовтня 1995) — операція Моссада, проведена в Слімі, Мальта, під час якої було вбито Фатхі Шакакі, засновника організації «Ісламський джихад» та ініціатора терактів смертників проти Ізраїлю.
- Замах на Халеда Машала (25 вересня 1997) — невдала операція Моссада, під час якої установа намагалася вбити голову Політичного бюро ХАМАС в Аммані.
- Убивство Ізза Ель-Діна Шейха Халіла (26 вересня 2004) — убивство лідера ХАМАС Ізза Ель-Діна Шейха Халіла в Дамаску.
- Операція «Орчард» (6 вересня 2007 р.) — успішне проникнення в сирійський ядерний реактор для збору доказів щодо цілі, що призвело до ізраїльського авіаудару по ній.
- Убивство Імада Мугнії (12 лютого 2008) — вбивство лідера Хезболли Імада Мугнії в Дамаску.
- Вбивство Мухаммеда Сулеймана (1 серпня 2008) — передбачуване вбивство Мухаммеда Сулеймана, керівника ядерної програми Сирії, у Тартусі.
- Операція «Олімпійські ігри» (2008—2010) — проникнення на ядерну установку в Натанзі та знищення центрифуг за допомогою хробака Stuxnet у спільній операції з AIVD, ЦРУ, DGSE та MI6.[1]
- Вбивство Махмуда аль-Мабхуха (19 січня 2010) — передбачуване вбивство оперативника ХАМАС Махмуда аль-Мабхуха в Дубаї.
- Вбивство іранських вчених-ядерників (2010—2012) — ймовірне вбивство іранських вчених-ядерників оперативниками MEK, навченими та озброєними It.[2][3]
- Вбивство Мухаммеда Аль-Зуарі (15 грудня 2016) — ймовірне вбивство оперативника ХАМАС Мухаммада Аль-Зуарі в Тунісі.
- Вбивство Фаді Мохаммада аль-Батша (21 квітня 2018 р.) — ймовірне вбивство інженера ХАМАС доктора Фаді аль-Батша в Куала-Лумпурі.[4][5]
- Контрабанда іранських ядерних архівів. (2018)[6]
- Вбивство Азіза Асбара (5 серпня 2018) — ймовірне вбивство старшого сирійського вченого Азіза Асбара в Масіафі.[7]
- Арешт Хусейна Махмуда Ясіна (24 липня 2019 р.) — арешт підозрюваного агента Хезболли під прикриттям у міжнародному аеропорту Ентеббе в рамках спільної операції з ISO.[8]
- Стеження за Хассемом Юссуфом Забібом і Ясером Ахмедом Цахром (24 серпня 2019 р.) — відстеження та цілеспрямоване вбивство двох бойовиків Хезболли в Лівані під час спільної операції з Аманом і ЦАХАЛОМ.[9]
- Вбивство Абдулли Ахмеда Абдулли (7 серпня 2020 р.) — лідер Аль-Каїди Абдулла Ахмед Абдулла був убитий двома ізраїльськими оперативниками на мотоциклі за наказом Сполучених Штатів.[10]
- Перший вибух у Натанзі (2 липня 2020 р.) — знищення трьох чвертей заводу зі складання центрифуг у Натанзі, що відклало ядерну програму Ірану на один-два роки назад.[11]
- Вбивство Мохсена Фахрізаде (27 листопада 2020) — вбивство Мохсена Фахрізаде з використанням 1-тонної саморуйнівної рушниці.[12]
- Другий вибух у Натанзі (11 квітня 2021 р.) — вибуховий пристрій, контрабандою завезений на об'єкт у Натанзі, спричинив вибух, який перервав електроенергію на об'єкті.[13]
- Спроба викрадення палестинських комп'ютерних експертів (28 вересня 2022 р.) — За даними влади Малайзії, передбачуваний осередок Моссаду, що складається з щонайменше 11 малазійських оперативників, намагався викрасти двох палестинських комп'ютерних експертів у Куала-Лумпурі. Хоча їм вдалося викрасти одну з цілей, друга людина втекла та сповістила малайзійську поліцію. Згодом оперативники допомогли двом агентам Моссаду через відеодзвінок допитати полоненого. Використовуючи номерні знаки автомобіля оперативників, поліція Малайзії змогла вистежити оперативників і врятувати жертву викрадення. Як повідомляє Al Jazeera Arabic, «добре поінформоване джерело в Малайзії» стверджувало, що розслідування виявило таємний осередок Моссаду в Малайзії, який займався шпигунством за важливими сайтами, зокрема аеропортами, державними електронними компаніями, та стеженням за палестинськими активістами. Стверджується, що ці малазійські оперативники пройшли навчання в Європі.[14][15][16]